# Wyspa Biała (Rosja)
Wyspa Biała (ros. Белый остров) – rosyjska wyspa arktyczna, położona na Morzu Karskim, oddzielona od półwyspu Jamał cieśniną Małygina. Powierzchnia 1810 km². Ma charakter nizinny, z wysokościami do 24 m n.p.m. Ze względu na panujący tu klimat subpolarny jest trwale niezamieszkana.